# Flunarizina
Flunarizina é o único bloqueador dos canais de cálcio recomendando na profilaxia da migrânea. É popularmente usado no tratamento de distúrbios circulatórios cerebrais e de equilíbrio. O bloqueio do influxo de cálcio que é seu efeito ocorre somente sobre quantidades excessivas e deletérias para a célula. Sua absorção se dá pelo trato gastrointestinal, e atinge pico de concentração entre duas e quatro horas. Seu principal metabólito é a hidroflunarizina. Dentre os efeitos colaterais, movimentos anormais como parkinsonismo já foram reportados.